# Nautilocalyx resioides
Nautilocalyx resioides är en tvåhjärtbladig växtart som först beskrevs av Leeuwenb., och fick sitt nu gällande namn av Wiehler. Nautilocalyx resioides ingår i släktet Nautilocalyx och familjen Gesneriaceae. Inga underarter finns listade i Catalogue of Life.